# Heroína
Heroína ou diamorfina é um Opiáceo frequentemente utilizado como droga recreativa devido ao seu efeito eufórico. Em medicina, é usada em vários países como analgésico ou em terapia de substituição opiácea. A heroína é geralmente injetada numa veia, embora possa também ser fumada ou inalada. Os efeitos são de início rápido e duram algumas horas.
Os efeitos secundários mais comuns são elevada dependência psicológica, hipoventilação, boca seca e euforia. Entre outros possíveis efeitos secundários estão abcessos, infeção das válvulas cardíacas, infeções do sangue, obstipação e pneumonia. Nos casos de consumo prolongado, os sintomas de abstinência têm início poucas horas após o último consumo. Quando injetada numa veia, o efeito da heroína é duas a três vezes superior ao de uma dose equivalente de morfina. Geralmente é vendida na forma de um pó branco ou castanho.
O tratamento da dependência de heroína consiste em terapia comportamental e medicação. Os medicamentos mais comuns são buprenorfina, metadona e naltrexona. Uma overdose de heroína pode ser tratada com nalaxona. Estima-se que em 2015 houvesse em todo o mundo 17 milhões de consumidores de opiáceos como a heroína. No mesmo ano, os opioides foram a causa de 122 000 mortes. O número total de consumidores de opiáceos aumentou entre 1998 e 2007, tendo a partir dessa data mantido-se relativamente estável. Nos Estados Unidos, cerca de 1,6% da população já consumiu heroína pelo menos uma vez na vida. Nos casos em que a causa da morte é uma droga, essa droga é geralmente um opioide.
A heroína foi sintetizada pela primeira vez pelo químico britânico Charles Alder Wright em 1874. A substância é produzida a partir da morfina, um produto natural derivado da papoila do ópio. O comércio internacional é regulamentado pela Convenção Única sobre Estupefacientes. Na maior parte dos países é ilegal produzir, possuir ou comercializar heroína sem autorização. Em 2015, 66% do ópio em todo o mundo era produzido no Afeganistão. A heroína é geralmente comercializada de forma ilegal e misturada com outras substâncias, como açúcar ou estricnina.

## História
Foi sintetizada pelo químico inglês Charles Romley Alder Wright, em 1874, a partir da morfina, uma substância natural, extraída do ópio (o látex contido nas cápsulas da papoula). Em 21 de agosto de 1897, foi introduzida no mercado de medicamentos pelo químico Felix Hoffmann, da Bayer. Internacionalmente, a heroína é controlada conforme as tabelas I e IV da Convenção Única sobre Entorpecentes. Geralmente, é ilegal a produção, posse ou venda de heroína, sem uma licença prévia. Frequentemente, a heroína vendida ilegalmente é misturada a outras substâncias, tais como açúcar ou estricnina.
Em 2015, o Afeganistão foi responsável por mais de 90% do ópio produzido no mundo.

### Denominação
Seu nome provavelmente provém do alemão heroisch e indica a sensação observada pelos usuários durante estudos iniciais. Foi usada para tratamento de viciados em morfina e como sedativo da tosse em crianças de 1898 a 1910, quando foi descoberto que a heroína convertia-se em morfina no fígado, ironicamente sendo até mais viciante que a morfina.
O seu nome comercial foi cedido pela Alemanha aos Aliados em 1918 como parte das indenizações de guerra.  A heroína foi proibida nos países ocidentais no início do século XX devido à grave dependência física que provoca.

## Administração
A injeção é preferida no abuso recreativo, devido ao efeito de prazer súbito  (denominado "orgasmo abdominal"). A inalação tem ganhado terreno, numa modalidade denominada "chasing the dragon", com origens orientais, onde a disponibilidade de seringas e agulhas é menor.
Também pode ser ingerida, absorvida pela pele ou fumada. O consumo com cocaína ("speedballs" ou "moonrocks") tem se generalizado.
A heroína é mais lipofílica do que os outros opioides, devido à adição do grupo acetila, o que leva à sua absorção muito mais rápida pelo cérebro. A rapidez de efeito é importante para os toxicodependentes, porque proporciona maiores concentrações inicialmente, traduzindo-se em prazer intenso após a injeção ("chute", "rush"). No cérebro ela é imediatamente convertida em morfina e em formas menos acetiladas por enzimas celulares.
Metabolizada no figado. Ultrapassa a barreira hemato-encefálica e a placenta: os filhos de consumidoras apresentam dependência profunda e aumento da probabilidade de malformações.
A heroína é permitida em alguns países (no Reino Unido por exemplo), sob apertada vigilância, como analgésico de uso hospitalar. Para os demais usos é proibida.

## Farmacologia

### Absorção e metabolismo
É bem absorvida no trato gastrointestinal, nos pulmões, mucosa nasal e por injeção intramuscular ou subcutânea.
A diacetilmorfina sofre uma rápida hidrólise e é convertida em 6-mono acetilmorfina que depois é hidrolisada em morfina. A lipossolubilidade (capacidade de penetrar uma membrana biológica) da diacetilmorfina e da 6-mono acetilmorfina é maior que a da morfina e devido a isto, sua capacidade de entrar no cérebro é maior.

### Mecanismo de ação
Os receptores opioides são classificados nos tipo  δ (Delta)  μ (mu ou mi), κ (Kappa)  existem em neurônios de algumas zonas do cérebro, medula espinal e nos sistemas neuronais do intestino. A heroína ativa (agonista farmacológico) todos os receptores opioides, mas os seus efeitos são largamente devidos à ativação do subtipo mi, efetivo na ação analgésica.
O mecanismo prazer e bem-estar produzido pelo consumo da heroína não está completamente esclarecido, mas sabe-se que, como o das outras drogas recreativas, é devido à interferência nas vias dopaminérgicas (vias que utilizam o neurotransmissor dopamina) meso-límbicas-meso-corticais. As vias dopaminérgicas que relacionam o sistema límbico (região das emoções e aprendizagem) e o córtex (região dos mecanismos conscientes) são importantes na produção de prazer. Normalmente, elas só são ativadas de forma limitada em circunstâncias específicas, ligadas à recompensa da aprendizagem e dos comportamentos bem sucedidos relacionados à obtenção de recursos, conhecimentos ou ligações sociais ou sexuais importantes para o sucesso do indivíduo.
No consumo de droga, estas vias são modificadas e pervertidas ("highjacked") e passam a responder de forma positiva apenas ao distúrbio bioquímico cerebral criado pela própria droga. Grande parte da motivação do indivíduo passa assim para a obtenção e consumo da droga, e os interesses sociais, familiares, ambição profissional, aprendizagem e outros factores, não diretamente importantes para a sua obtenção, são com o consumo crescente cada vez mais desleixados, sem que muitas vezes o indivíduo tome decisões conscientes nesse sentido.

### Excreção
Grande parte da heroína é eliminada na urina como morfina (livre e conjugada). 90% da droga é eliminada nas primeiras 24 horas.

### Interações
Enquanto depressor do sistema nervoso central, ela potencia os efeitos de outros depressores, aumentando o risco de overdose.
Seu consumo concomitante com álcool, benzodiazepinas (e.g. Valium), cocaína ou anfetaminas, barbitúricos, antiepilépticos e antipsicóticos aumenta muito o risco de overdose e morte.
A heroína é extremamente difícil de controlar e não são raras as overdoses acidentais por consumidores.

## Efeitos
A heroína tem efeito similar aos outros opioides. Logo após o uso, a pessoa fica num estado sonolento, fora da realidade. Os batimentos cardíacos e respiração diminuem, sintoma muito comum no uso de opiáceos, sendo inclusive a causa de morte por overdose, insuficiência respiratória. As primeiras sensações são de conforto.
A pessoa dependente de heroína também pode ter problemas sociais e familiares. Ela torna-se apática, desanimada, perdendo o interesse por sua vida profissional e familiar.

### Efeitos imediatos
- Euforia e disforia: São necessárias maiores doses do que antes para causar analgesia. Consiste num sentimento de estar no paraíso. Ao desvanecer o seu efeito a euforia é gradualmente substituída pela disforia, um estado de ansiedade desagradável e mal-estar. Geralmente quanto maior a habituação e dependência, maior é a disforia sentida.

Nas primeiras experiências com opiáceos e opioides existem relatos de experiências que podem ser consideradas disfóricas e que se caracterizam, majoritariamente, por vômitos e mal estar, incapacidade de sentir prazer ou dor, o que faz com que algumas pessoas não voltem a usar opiáceos novamente. Contudo essas possíveis más experiências dão lugar a experiências de euforia intensa à medida que o corpo e mente se habituam aos opiáceos.
- Analgesia (perda da sensação de dor física e emocional): pode levar à inflicção de ferimentos no heroinômano sem que este se dê conta e se afaste do agente agressor, pode levar a um infarto do miocárdio.
- Sonolência, embotamento mental sem amnésia
- Disfunção sexual em altos graus.
- Sensação de tranquilidade e de diminuição do sentimento de desconfiança.
- Maior autoconfiança e indiferença aos outros: comportamentos agressivos.
- Miose: contração da pupila. Ao contrário da grande maioria das outras drogas de abuso, como cocaína e anfetaminas (metanfetamina e Ecstasy) que produzem midríase (dilatação da pupila). É uma característica importante na distinção clínica da overdose de heroína daquelas produzidas por outras drogas
- Obstipação (prisão de ventre) e vômitos. Só são sentidos na primeira semana de consumo continuado, depois o corpo habitua-se e torna-se adicto.
- Depressão do centro neuronal respiratório. É a principal causa de morte por overdose.
- Supressão do reflexo da tosse: devido à depressão do centro neuronal cerebral da tosse.
- Náuseas e vômitos: podem ocorrer se for ativado os centros quimiorreceptores do cérebro.
- Espasmos nas vias biliares.
- Hipotensão, prurido.
- Os seus efeitos, quando fumada, são sentidos quase imediatamente (cerca de 3 a 8 segundos).

### Efeitos a longo prazo e potencial da dependência
Tendência para aumentar a quantidade de heroína autoadministrada, com o fim de conseguir os mesmos efeitos que antes eram conseguidos com doses menores, o que conduz a uma manifesta dependência. Passadas várias horas da última dose, o viciado necessita de uma nova dose para evitar a síndrome de abstinência provocada pela falta dela. Desenvolve tolerância em relação aos efeitos de euforia, de depressão respiratória, analgesia, sedação, vômitos e alterações hormonais. Não há desenvolvimento para a miose nem para a obstipação. Estes efeitos, junto com a diminuição da libido, a insônia e a transpiração, são os sintomas dos consumidores crônicos. Há alguma imunossupressão com maior risco de infecções, principalmente aquelas introduzidas pelas agulhas partilhadas (SIDA/AIDS, Hepatite B) ou por bactérias através da pele quebrada pela agulha. A síndrome de privação pode levar à cegueira, dores, epilepsia, enfarte do miocárdio ou AVC potencialmente fatais. A longo prazo leva sempre a lesões cerebrais extensas, claramente visíveis macroscópica e microscopicamente em autópsia.
Bastam apenas 3 dias de consumo continuado desta substância para que, na sua ausência, se comecem a sentir os efeitos da ressaca, que quer dizer que o organismo em 3 dias apenas se habitua de tal forma à presença desta substância que quando se deixa de a administrar o organismo entra num estado de desequilíbrio tal, que o indivíduo vê-se obrigado a procurar de forma frenética satisfazer os pedidos do seu organismo, aumentando sempre a dose consumida. A ressaca traduz-se em primeiro lugar por corrimento lacrimal e nasal, seguida de má disposição a nível estomacal e intestinal, suores frios e afrontamentos, dores de rins lancinantes, e na fase final de ausência de consumo, espasmos musculares e câimbras generalizadas.
Existe tolerância cruzada entre todos os agonistas opioides, fato que se aproveita para os tratamentos de desintoxicação e desabituação.

## Tratamento da toxicodependência
Muitas opções existem para o tratamento do vício em heroína, que incluem administração medicamentosa e abordagem terapêutica.
Os tratamentos com fármacos agonistas baseiam-se na substituição da heroína por opioides de ação prolongada como a metadona, o LAA (levo-alfa-acetilmetadol) ou a buprenorfina e a diminuição da dosagem moderadamente e ao longo do tempo.
A metadona é um fármaco agonista opioide que, em comparação à heroína é bem absorvida oralmente e de forma lenta e tem uma duração de ação muito superior evitando os ciclos rápidos de intoxicação/quadro de abstinência associados à dependência de heroína. Esta substância funciona assim como um substituto com menos efeitos nefastos que a heroína embora provoque maior dependência que esta. Dado ser um opioide de ação prolongada produz sintomas que são menos severos do que os da heroína mas que são mais prolongados no tempo (e que levam muitas vezes a recaídas, não pela intensidade da dor, mas pela sua duração).
O tratamento por metadona objectiva:
- Melhorar a saúde dos utilizadores de opiáceos providenciando drogas "limpas" em doses adequadas sob supervisão profissional
- Reduzir os crimes relacionados com drogas de forma livre e legal reduzindo a sua necessidade de roubar para financiar as compras de heroína ilícitas.
- Melhorar a situação social dos utilizadores de drogas
- Persuadir os utilizadores de drogas a reduzir a sua dose diária e encaminhar-se gradualmente à abstinência.

No entanto, há um objectivo que estes tratamentos por substituição não conseguem atingir: o do efeito psicológico da rebeldia, do risco, da adrenalina associada ao consumo ilícito de drogas.
Estudos recentes parecem por em causa a eficácia deste tipo de tratamentos e parecem por em evidência que a metadona tem maiores riscos de morte (correspondentes a uma taxa de mortalidade mais elevada) do que a heroína e vieram trazer dúvidas à utilização deste opiáceo de substituição.
Outro tratamento por substituição que tem sido utilizado envolve buprenorfina que é um agonista parcial opioide. Esta sua natureza faz com que os sintomas do quadro de abstinência sejam menores do que os dos verdadeiros agonistas como a metadona e provoca também uma menor dependência física. Como resultado, a sua utilização é mais segura e traz menos riscos de abuso do que a metadona sendo, no entanto, eficaz no bloqueio da euforia e da síndrome de abstinência produzidos por outros opioides.

### Tratamento com fármacos agonistas α2-adrenérgicos
O tratamento com agonistas α2-adrenérgicos, tais como a clonidina, a lofexidina ou a guanfacina, tem como objetivo a inibição da atividade noradrenérgica ao nível da região cerebral conhecida como locus ceruleus que aumenta de forma marcada quando ocorre um quadro de privação de opiáceos.
Esses fármacos diminuem, embora interagindo com outros receptores, a síndrome de abstinência. A lofexidina produz uma hipotensão menor que a clonidina quando utilizada.

### Tratamento por fármacos antagonistas opioides
Antagonismos opioides, como a naloxona e a naltrexona (de ação mais prolongada), são moléculas que bloqueiam os efeitos da heroína e de qualquer outro opioide, impedindo a sua conexão a receptores opioides, dado que têm alta afinidade para estes receptores, mas a conexão ligando-receptor não causa a ativação destes. São, por isso, muito utilizados em tratamento de overdose de heroína, em conjugação com outras terapias, pois reduzem a duração do quadro de privação. Mas,  apesar de diminuírem a duração do quadro de privação, os antagonistas opioides parecem também aumentar a intensidade destes mesmos sintomas.
Desaconselha-se o uso destes antagonistas, que têm fortes efeitos secundários, podendo  levar o paciente à morte. Estão documentados dezenas de casos de mortes provocadas direta e indiretamente por estes antagonistas. Portanto,  é preferível o uso da metadona, como recurso terapêutico.

### Tratamento com benzodiazepinas
A utilização de benzodiazepinas, fármacos ansiolíticos, que se destinam a controlar a ansiedade, serve de forma geral para sustentar outras formas de tratamento.
A sua utilização deve-se ao fato da ansiedade ser provavelmente a componente clinicamente mais importante do quadro de privação de opiáceos, o pior tolerado e o fato mais frequentemente envolvido em recaídas. Embora acompanhe a privação de opiáceos, deriva de mecanismos diversos de natureza psíquica, advindo assim a necessidade de associação de benzodiazepinas a outras terapias.
No entanto, a sua utilização deve ser cuidadosa dado serem também causadoras de dependência e, muitas vezes, indivíduos dependentes de heroína estão também dependentes de benzodiazepinas.
Normalmente os toxicodependentes tomam este tipo de substâncias para aumentar os efeitos da própria heroína, por isso, por vezes, poderá não ser o tratamento mais indicado. Para os toxicodependentes que demonstrem verdadeira vontade de suspender os consumos de heroína existe um medicamento chamado "Subo xone" que substitui com grande eficácia a heroína e tem efeitos terapêuticos semelhantes às benzodiazepinas tal como o "Se renal".

### Tratamentos com sedativos ou anestesia geral
Estes tratamentos baseiam-se na desintoxicação de doentes dependentes de heroína usando antagonistas opioides enquanto os doentes se encontram sob o efeito de sedativos ou anestesia geral sendo um método rápido e, portanto, designado de desintoxicação ultrarrápida de opioides (URDO).
Tem várias potenciais vantagens que passam pela:
- Aceleração do processo de abstinência por inibição de ligação dos agonistas aos receptores opioides permite uma hospitalização menos prolongada, havendo uma diminuição de custos;
- Melhoria da aceitação da abstinência por parte do doente no decorrer das fases iniciais do tratamento resultado de um maior conforto que é devido à ação dos sedativos ou amnésia.

Este método tem, no entanto, fortes contraindicações, pois traz graves efeitos secundários, como uma ocorrência pronunciada de vômitos intensos.

## A heroína no Brasil
A heroína começou a ter força considerável no Brasil no começo dos anos 2000. O primeiro lugar em que a droga foi disseminada foi a cidade de São Paulo, dessa vez para estudantes de classe alta. Em fevereiro de 2003, foi feita a primeira apreensão da droga, perto de um colégio de alto padrão da Capital Paulista. Três adolescentes foram apreendidos. A reportagem foi capa do Jornal "Folha de S.Paulo".
A droga começou a ser vendida em bairros de Classe A, como o Itaim Bibi entre 2005 e 2006, no mesmo ano o plano dos traficantes era espalhar a droga para cidades do interior como Campinas e Sorocaba. Isso foi revelado em uma escuta mostrada pela TV Gazeta.
Em 2008 foram feitas pequenas apreensões de heroína em Belo Horizonte, Rio de Janeiro, São Paulo e Porto Alegre que somados ultrapassaram a marca de 40 gramas.
Em 2015 uma reportagem do Jornal Nacional mostrou que a droga estava sendo vendida na região da Cracolândia por valores que iam de R$ 30,00 a R$ 100,00 a dose.
Segundo o delegado Getúlio Bezerra "A heroína vai invadir o mercado". Em 2000, nenhum grama da droga foi apreendido no Brasil, segundo a PF. No ano passado, contudo, foram 27 quilos. E apenas nos primeiros três meses a polícia recolheu 11 quilos. "Estamos falando da próxima epidemia de drogas nesse País, se não tomarmos cuidado, a heroína vai ser o novo Crack".
Em outubro de 2016, houve uma nova apreensão da droga em São Paulo. Em reportagem de "O Estado de São Paulo", um dos contratados do jornal conseguiu comprar uma dose de heroína por R$ 50,00 na madrugada paulista.
Calcula-se que 0,5% dos adolescentes consomem esta droga no Brasil, em números isso se aproxima de 10 mil jovens, mas esta percentagem varia para região[carece de fontes?]. Ultimamente, após muitos anos de predomínio da cocaína, o consumo de heroína tornou-se "moda"[carece de fontes?], muitas vezes em associação com a própria cocaína, uma associação particularmente danosa.
No interior do Brasil também já houve pequenas apreensões de heroína. Entre as cidades citadas na lista da Polícia Civil estão Campinas (15 gramas, no ano de 2007), Londrina (10 gramas, no ano de 2011), Osasco (8 gramas, no ano de 2005), Juiz de Fora (6,5 gramas, no ano de 2013) e Angra dos Reis (3,5 gramas, no ano de 2011).

## Tráfico e custos sociais da heroína
Na maioria dos países do mundo é ilegal produzir, armazenar ou vender diacetilmorfina.
O Afeganistão é  responsável por 86%  (2004) do ópio usado na produção de heroína. Outros grandes produtores são o Paquistão e a região do Triângulo Dourado (Birmânia, Tailândia, Vietname, Laos e a província de Yunnan, na China). Ultimamente os traficantes latino-americanos de cocaína têm investido no cultivo do ópio, e começa a haver produções significativas na Colômbia e no México, que já detêm a maior parte do mercado dos EUA. A colheita de 2003 terá rendido aos seus cultivadores cerca de 2,8 bilhões de dólares americanos. É desconhecido, no entanto, o valor global dos rendimentos gerados nos vários níveis da cadeia produtiva da heroína, onde se incluem transporte, transformação laboratorial em heroína e distribuição. Também é desconhecido o total dos gastos dos países no tratamento dos toxicodependentes, bem como em ações de repressão ao tráfico da droga.

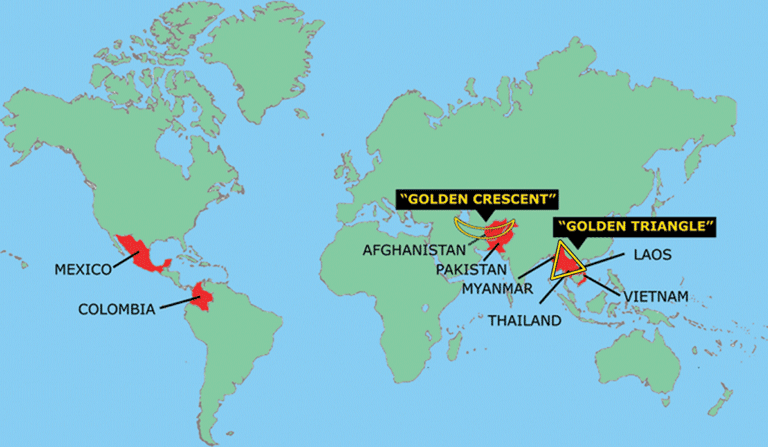
Regiões de cultivo